# 西藏马蓝
西藏马蓝（学名：Pteracanthus tibeticus）为爵床科马蓝属下的一个种。

## 扩展阅读
- 維基物種上的相關：西藏马蓝